# Tempio di Eracle
Il tempio di Eracle, o tempio di Ercole (dal nome romano dell'eroe), è un tempio greco dell'antica città di Akragas situato nella Valle dei Templi di Agrigento.
L'edificio, di stile dorico arcaico, si trova sulla collina dei Templi, su uno sprone roccioso vicino alla Villa Aurea.
La denominazione tempio di Ercole è un'attribuzione della cultura umanistica, basata sulla menzione ciceroniana (Verrine, II 4,94) di un tempio dedicato all'eroe non longe a foro, contenente una famosa statua di Ercole. Che l'agorà di Akragas sorgesse in questo posto non è però dimostrato; tuttavia l'identificazione è generalmente accettata.

## Storia
La cronologia tradizionalmente accettata del tempio, lo identifica come il più arcaico dei templi agrigentini, risalente agli ultimi anni del VI secolo a.C.. Tale datazione è basata sui caratteri stilistici e soprattutto su proporzioni, numero delle colonne, profilo della colonna e del capitello. Tuttavia alcuni riconducono il tempio all'attività  di Terone, poiché presenterebbe innovazioni rispetto alla prassi architettonica del VI secolo a.C..
Si potrebbe in tal caso trattare del tempio di Atena ricordato da Polieno (Stratagemmi, VI 51) in relazione all'attività edificatoria di Terone, in corrispondenza della sua presa del potere.
Anche i resti della trabeazione costituiscono un problema di datazione, poiché conosciamo due tipi di sime laterali con gronda a testa leonina, una prima – meno conservata dell'altra – databile al 470-60 a.C. e una seconda della metà circa del V secolo a.C.: probabilmente la prima gronda è quella originaria, e la seconda una sostituzione più tarda di pochi decenni (per motivi a noi sconosciuti), e che dunque il tempio si dati, nella sua fondazione, agli anni anteriori alla battaglia di Himera; il completamento sarebbe da collocare un decennio dopo, o poco più.
L'edificio subì restauri d'età romana ed in particolare la tripartizione della cella che potrebbe indicare una dedicazione a varie divinità.
Nel 1787 Goethe visitando le rovine del tempio lasciò questa descrizione ne Il viaggio in Italia:
(Johann Wolfgang von Goethe, Viaggio in Italia)
Nel XX secolo interventi di restauro hanno reso possibile la ricostruzione per anastilosi di nove delle colonne del un fronte laterale sud-ovest, anche se privo di trabeazione e di alcuni capitelli.

## Caratteristiche architettoniche

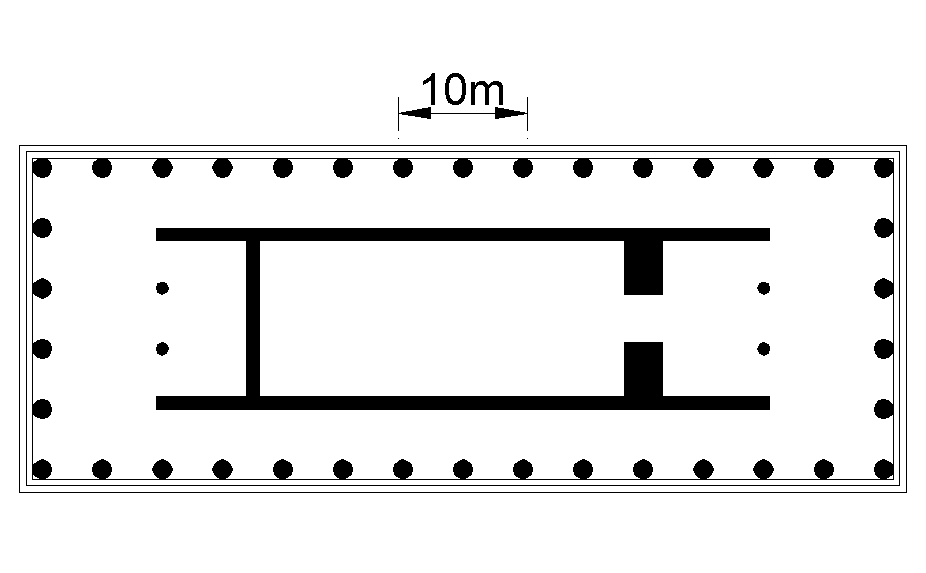
Schema planimetrico

L'edificio, sorge sopra un krepidoma di tre gradini posto su una sostruzione per i lati nord e ovest. Si tratta di un tempio periptero di proporzioni allungate (m 67x25,34); presenta un fronte con sei colonne doriche (esastilo) e colonnati laterali con 15 colonne. All'interno della peristasi si trovava una lunga cella munita di pronao ed opistodomo entrambi in antis, i cui resti sembrano indicare la distruzione dell'edificio a causa di un sisma.
Nei resti dell'edificio si riconosce la presenza  di scalette interne per l'ispezione del tetto poste dei piloni tra pronao e cella, che diventeranno una presenza tipica nei templi agrigentini. Le colonne, molto alte, sono munite di capitelli assai espansi, con profonda gola tra fusto ed echino, tratti questi che denotano, con l'allungamento della cella e l'ampia spaziatura dei colonnati rispetto alla cella, il relativo arcaismo dell'edificio, separato da almeno un trentennio dagli altri templi peripteri dorici agrigentini. Sulla fronte orientale sono i resti del grande altare del tempio.